# Polnische Badminton-Mannschaftsmeisterschaft 2006
Die Polnische Badminton-Mannschaftsmeisterschaft der Saison 2005/2006 gewann das Team von AZS Kraków. Es war die 33. Austragung der Titelkämpfe.

## Endstand
| Platz | Mannschaft               |
| ----- | ------------------------ |
| 1.    | AZS Kraków               |
| 2.    | SKB Litpol-Malow Suwałki |
| 3.    | Technik Głubczyce        |
| 4.    | Piast-B Słupsk           |
| 5.    | OŚAZS Kielce             |
| 6.    | Hubal Białystok          |
| 7.    | Masovia Płock            |
| 8.    | Stal Nowa Dęba           |
| 9.    | Warmia Olsztyn           |
| 10.   | UKS 15 Kędzierzyn-Koźle  |
| 11.   | SKB 2 BIALKOR Suwałki    |
| 12.   | Orlicz Suchedniów        |
| 13.   | Wesoła Warszawa          |
| 14.   | Unia Bieruń              |